# Miquel Bennàssar Bibiloni

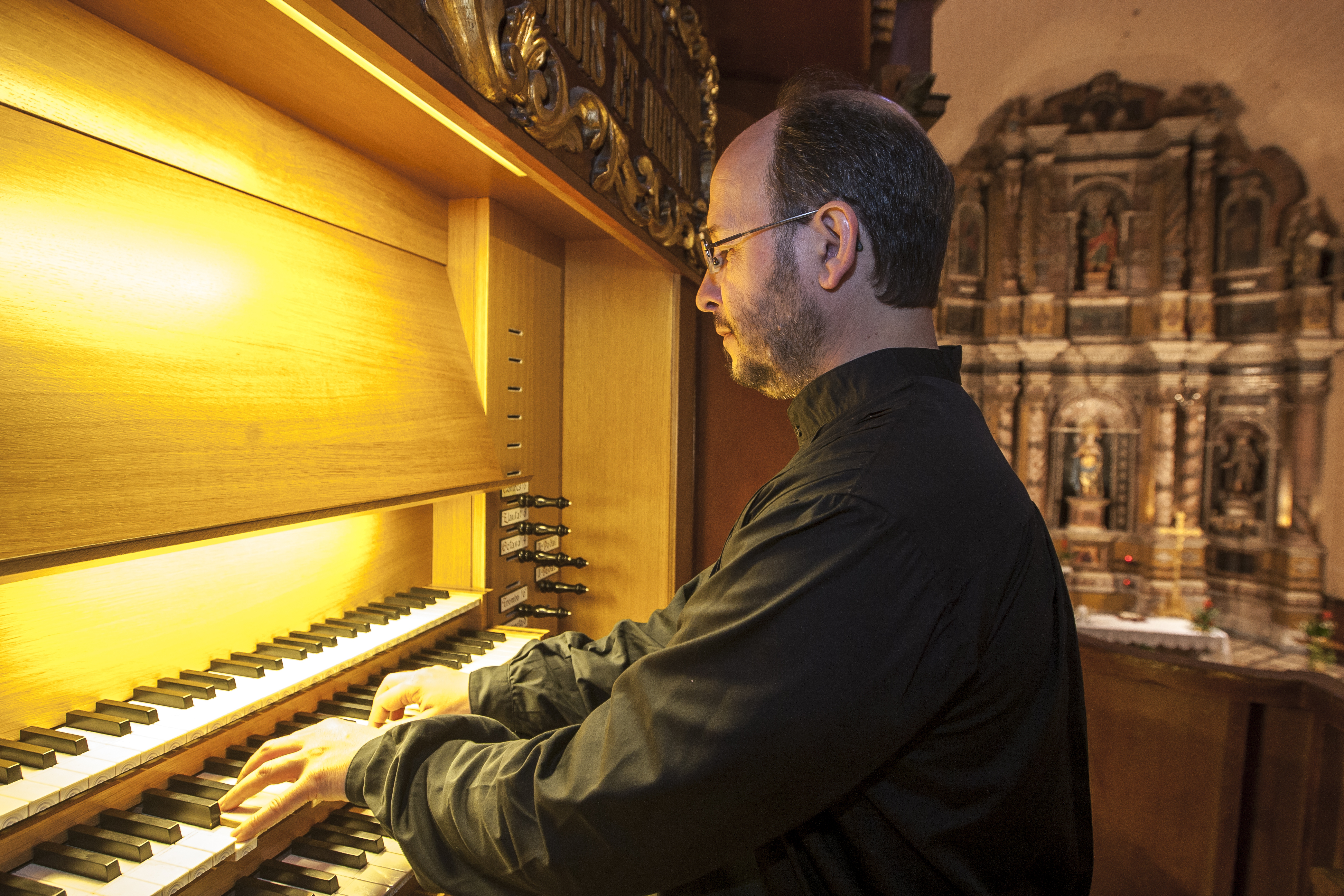
Miquel Bennàssar Bibiloni (2024)

Miquel Bennàssar Bibiloni (* 9. Juli 1964 in Sa Pobla) ist ein spanischer Organist, Pianist und Cembalist.

## Biografie
Miquel Bennàssar Bibiloni erhielt sein Klavierlehrerdiplom am Konservatorium von Mallorca bei Margalida Palou. Später studierte er Cembalo und Orgel an der Schola Cantorum Basiliensis (Schweiz) bei Jean-Claude Zehnder und erwarb Diplome als Konzertorganist und für historische Tasteninstrumente. Später belegte er Aufbaukurse bei Rudolf Lutz, José Luis González Uriol, Guy Bovet, Michael Radulescu, Montserrat Torrent und Bernhardt Eskes und anderen.

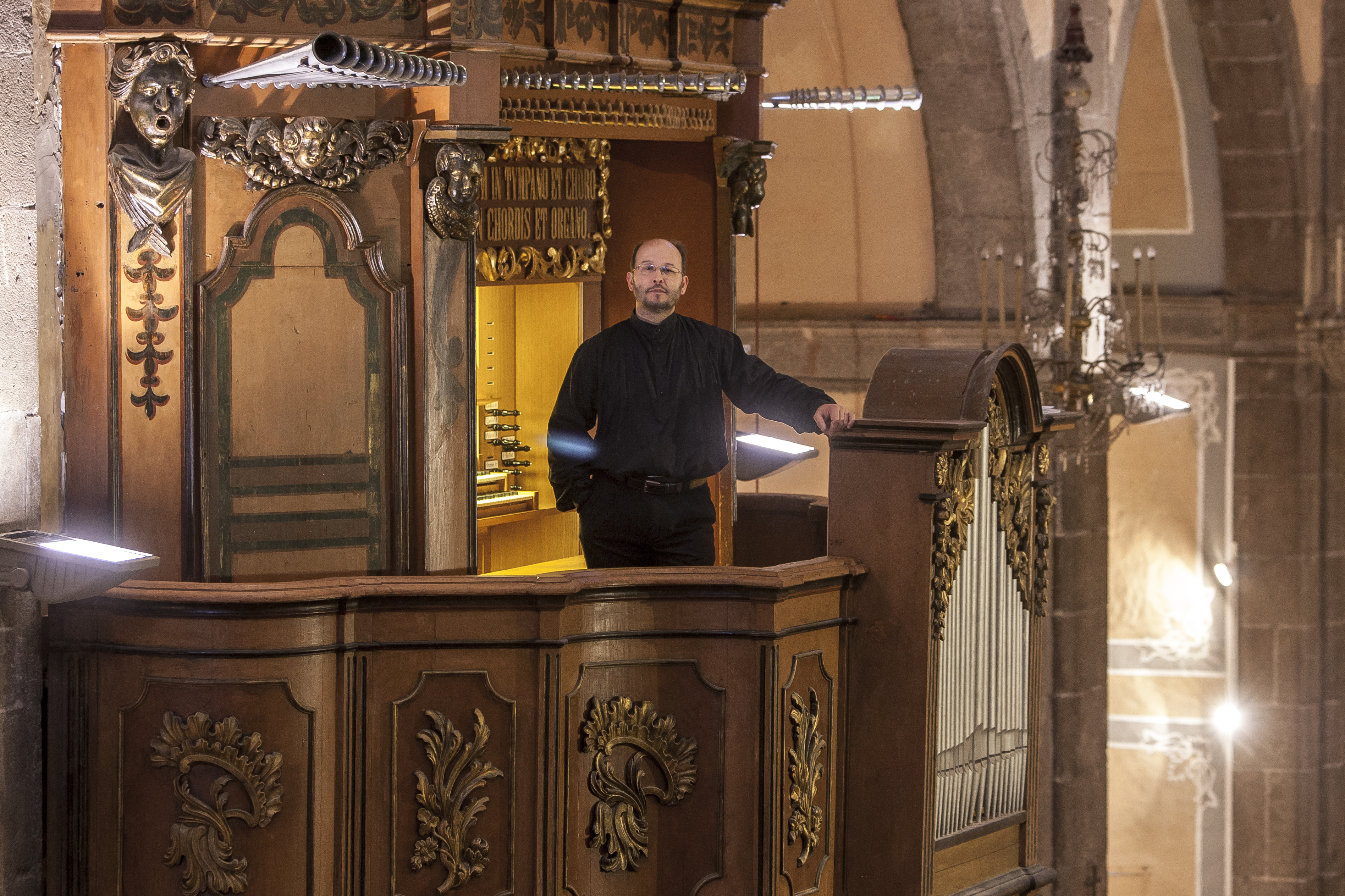
Miquel Bennàssar an der Orgel von Sankt Bartholomäus (Alaró)

Seine berufliche Laufbahn als Musiker, Lehrer, Publizist und Forscher ist hauptsächlich mit der Orgel verbunden. Er hat bei zahlreichen Gelegenheiten Orgelkonzerte in ganz Europa (Schweiz, Italien, Österreich, Deutschland usw.) gegeben. zusätzlich zur Halbinsel und den Balearen.
Sein Repertoire ist auf iberische und norddeutsche Musik aus der Renaissance und dem Barock spezialisiert, wobei er sich mit den Originalquellen befasst. Er hat sich auch mit aktuellen Genres auseinandergesetzt und an Orgelwerken zeitgenössischer Komponisten mitgewirkt, wie beispielsweise Xavier Carbonell i Castell, Marcel Cranc, Carlotta Ferrari, Enric Ferrer, Rosa García Ascot, Xavier Gelabert, Francesco Pedrini und José María Sánchez-Verdú.
Von 1981 bis 2011 war er Titularorganist der Kirche Sankt Anton von Uialfàs (Sa Pobla), und deren Kurator. Seit 2006 ist er künstlerischer Leiter des Zyklus „Els Matins de l’Orgue d'Alaró“, der wöchentlich an der Orgel dieser Gemeinde stattfindet. darüber hinaus hat er an mehreren Aufnahmen für dieses Instrument mitgewirkt.
Als Lehrer war er Direktor der Orgelschule des Klosters Sankt Franziskus (Inca) und Titularorganist der Orgel am selben Ort. Er hat mit der „Fundació ACA“ (Búger) zusammengearbeitet, war Mitglied des Kuratoriums und Mitbegründer der Sektion „Freunde der Orgel“. Darüber hinaus ist er als Wissenschaftler und Verbreiter des historischen musikalischen Erbes Mallorcas tätig und beteiligte sich als technischer Koordinator an Restaurierungsprojekten für verschiedene historische und neu gebaute Orgeln auf der Insel.

## Auszeichnungen und Anerkennungen
- Finalist der „Premis Enderrock“ for Balearic Music (2018) in der Kategorie bestes Folk-Album.[13]
- Rotary Mallorca Humanities Award vom Rotary Club Mallorca (2024).[14][15]